# Alexeï Beketov
Pour les articles homonymes, voir Beketov.
Alexeï Nicolaïevitch Beketov (en russe : Бекетов, Алексей Николаевич, 1862-1941), née et mort à Kharkiv est une architecte de l'Empire russe puis soviétique.

## Biographie
Il est le fils de Héléna et Nikolaï Beketov, il entrait en 1882 à l'Académie russe des Beaux-Arts. Il est connu pour la construction d'une centaine de bâtiments une cinquantaine se situant à Kharkiv.

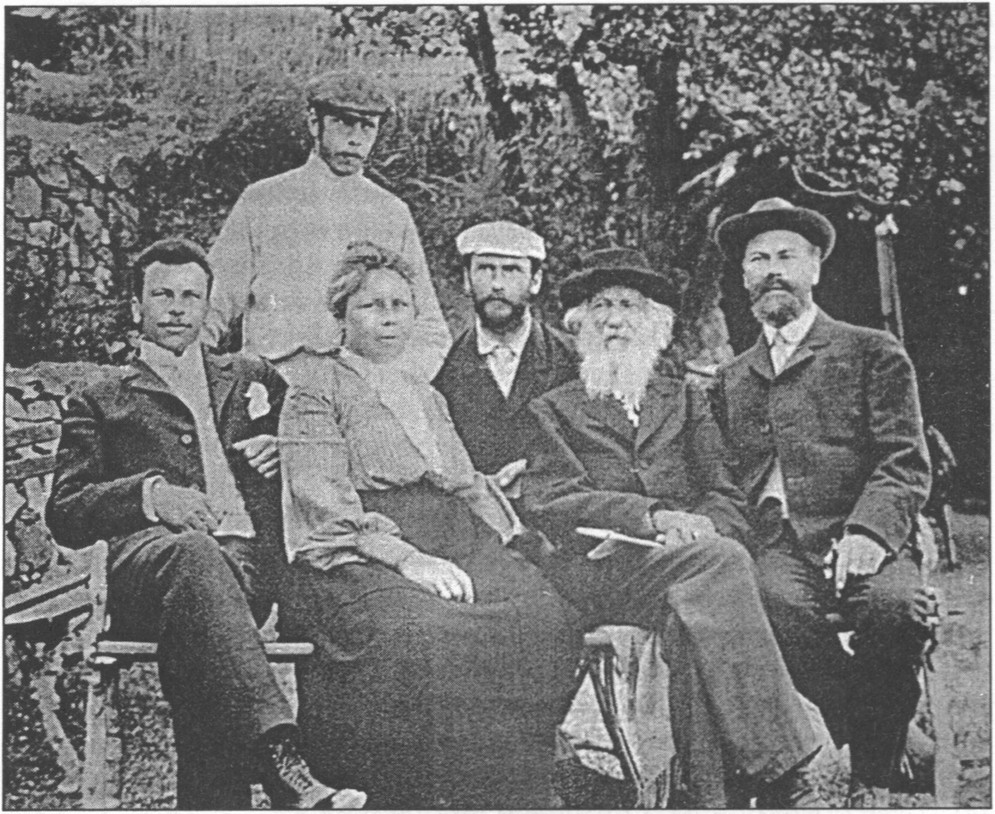
La famille Beketov à Alouchte, ses parents et son frère Nicolaï.

## Réalisations en images

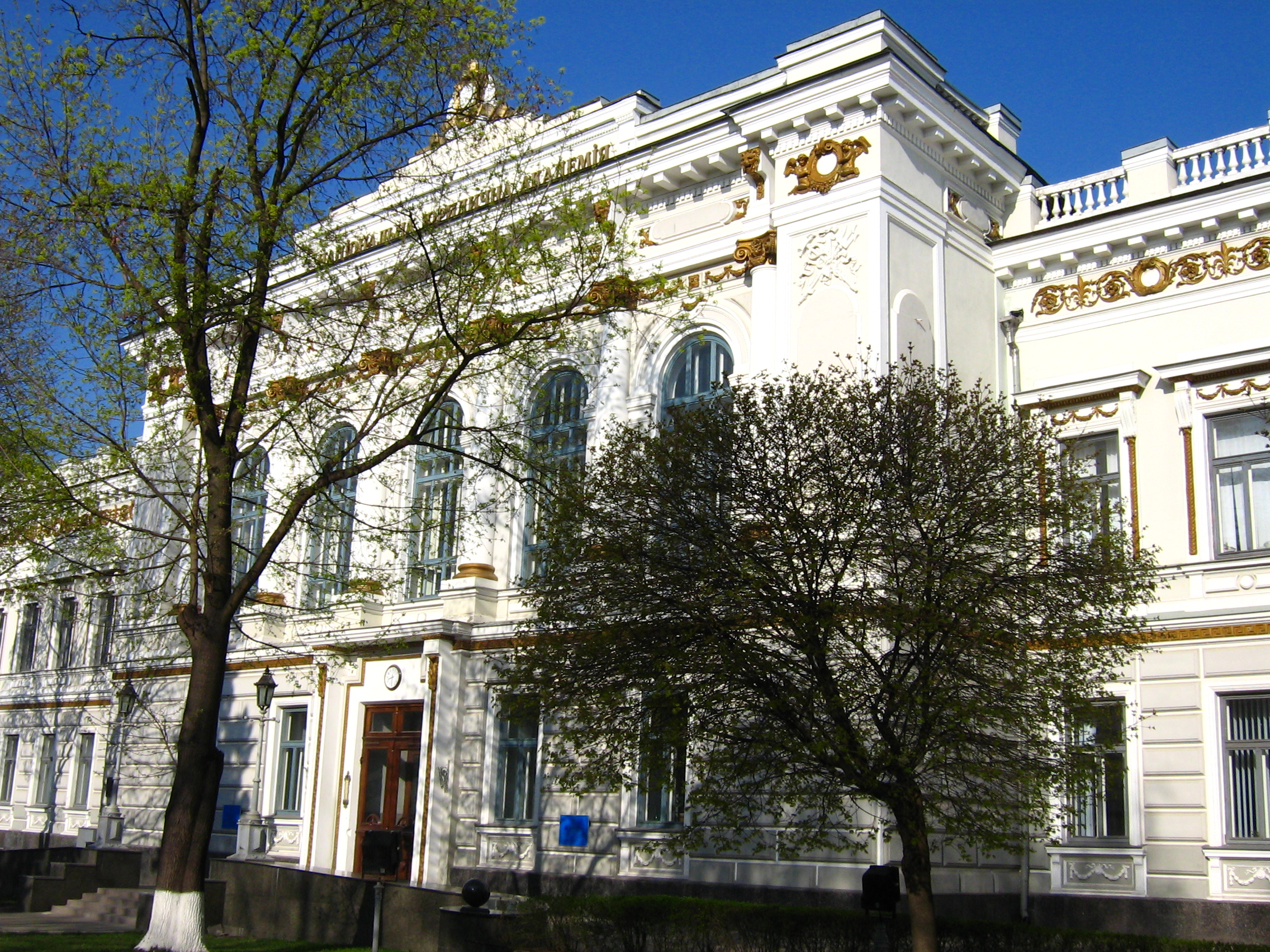
Asile pour orphelins nobles (1913-1915).
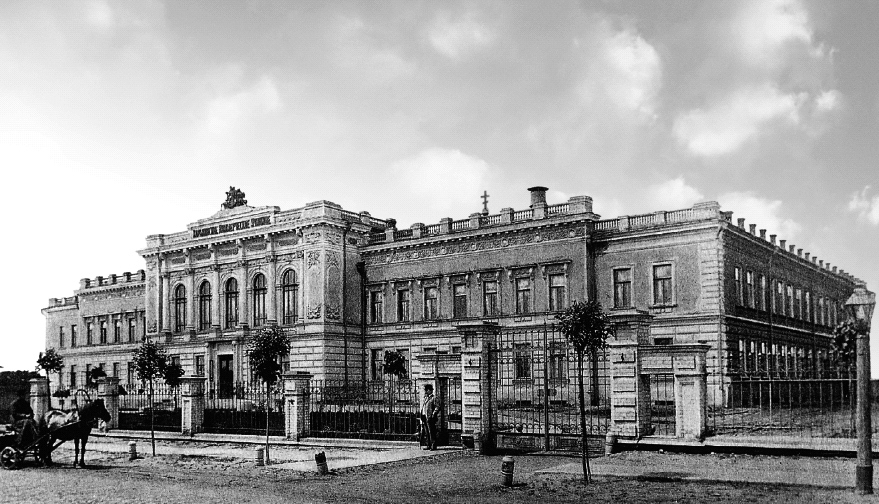
École commerciale Alexandre III de Kharkiv.
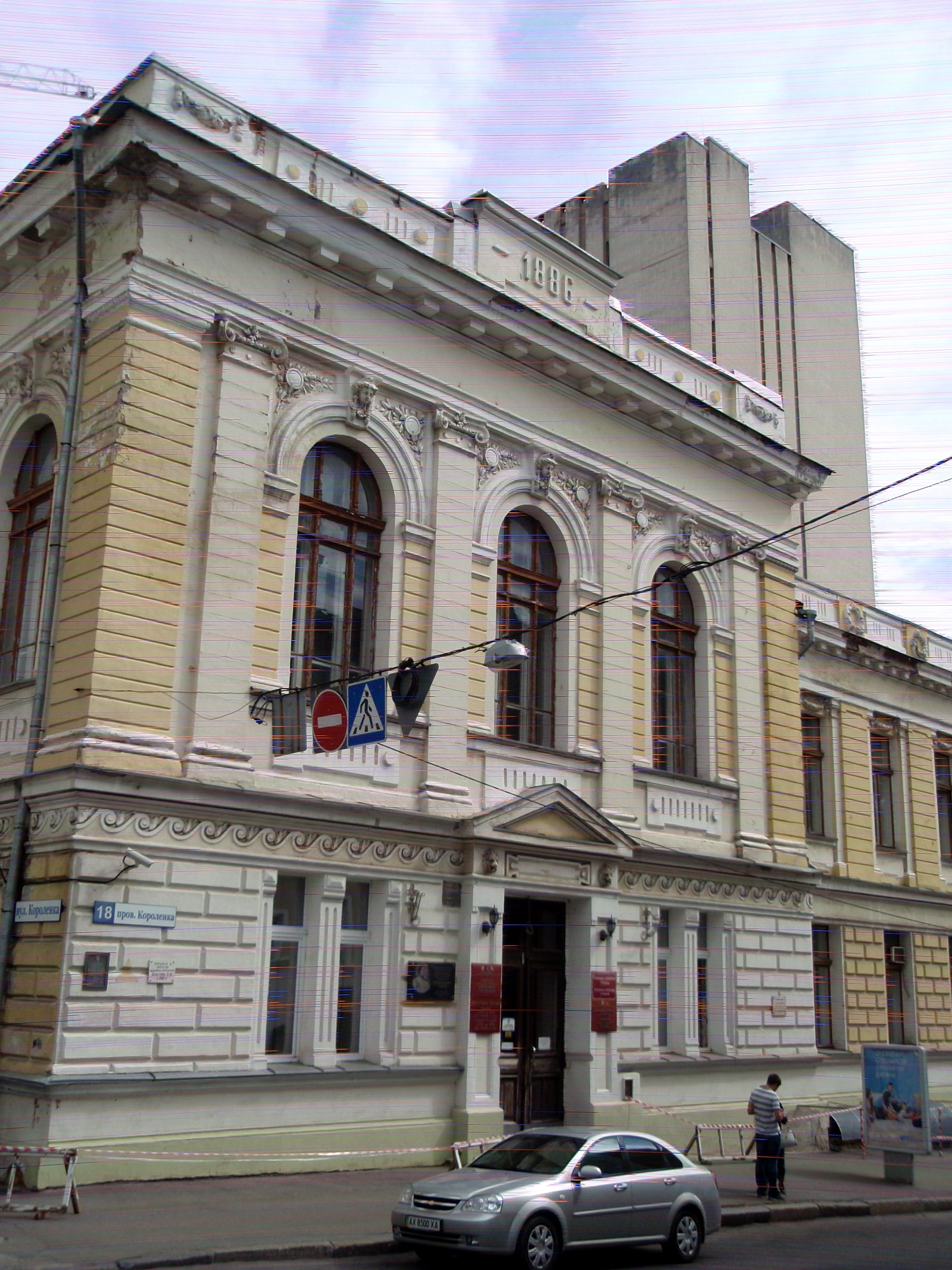
Bibliothèque.
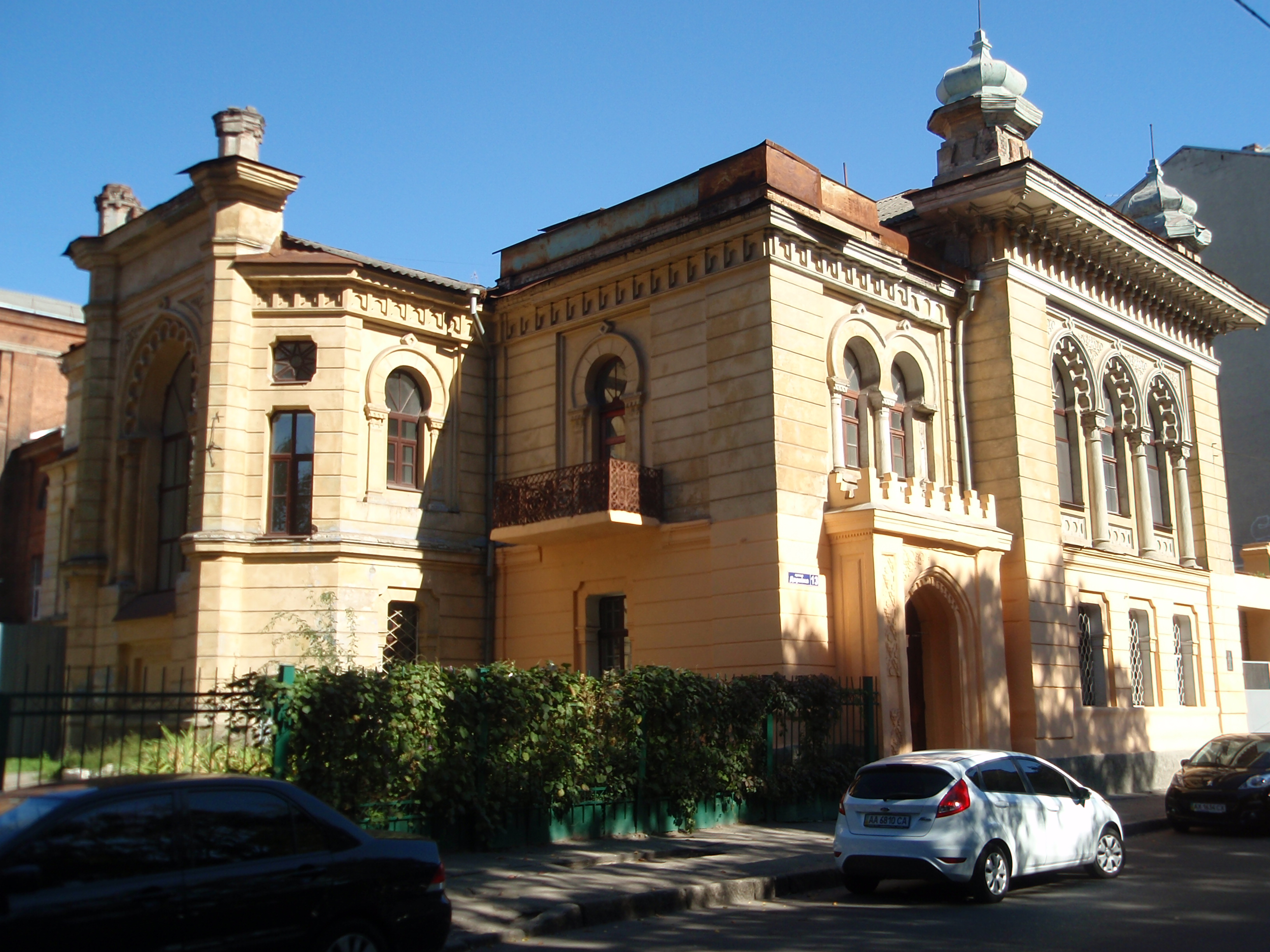
Gymnasium pour filles classé[1] de la rue Darwin à Kharkiv
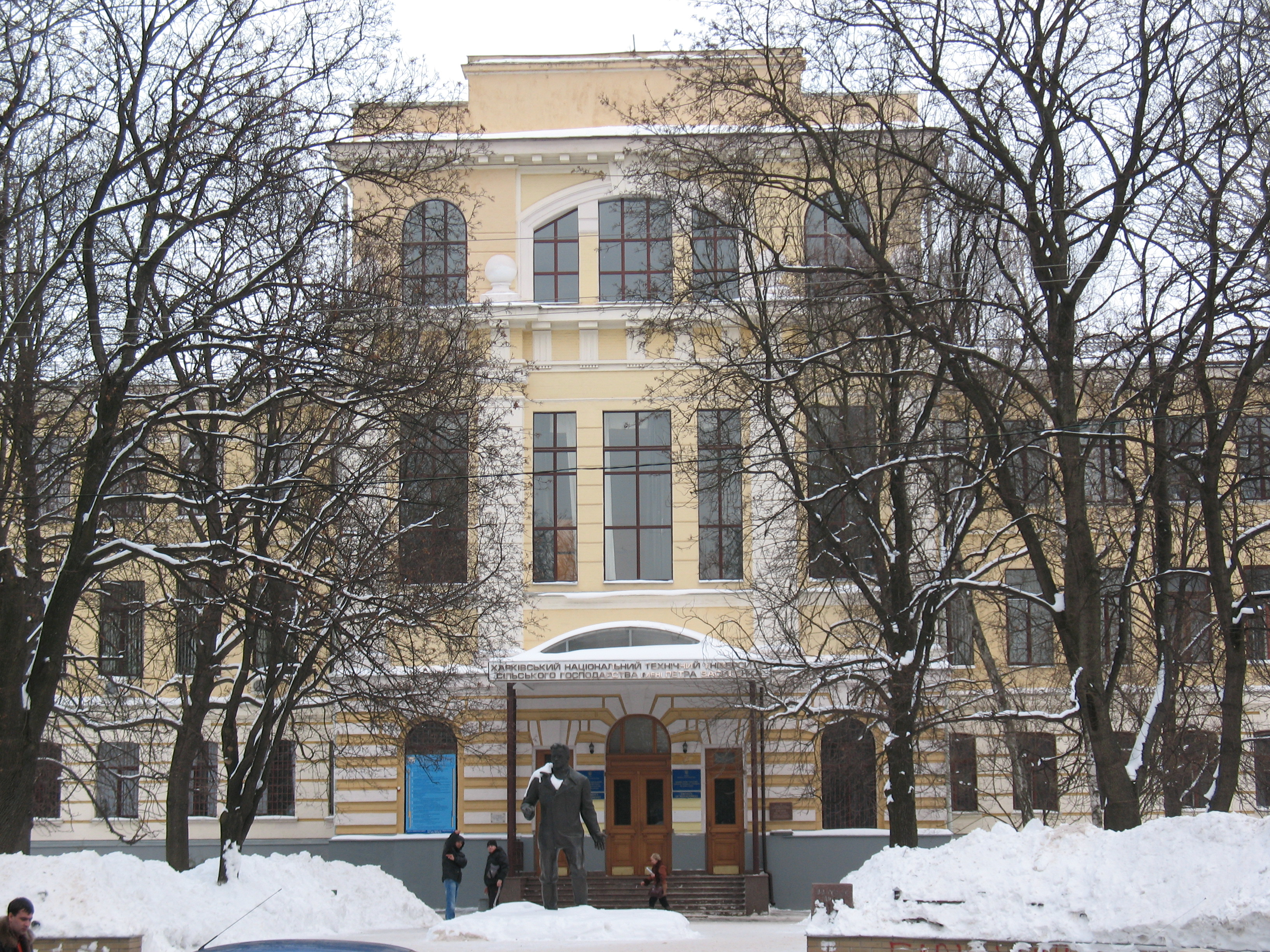
Institut commercial de Kharkiv classé[2].
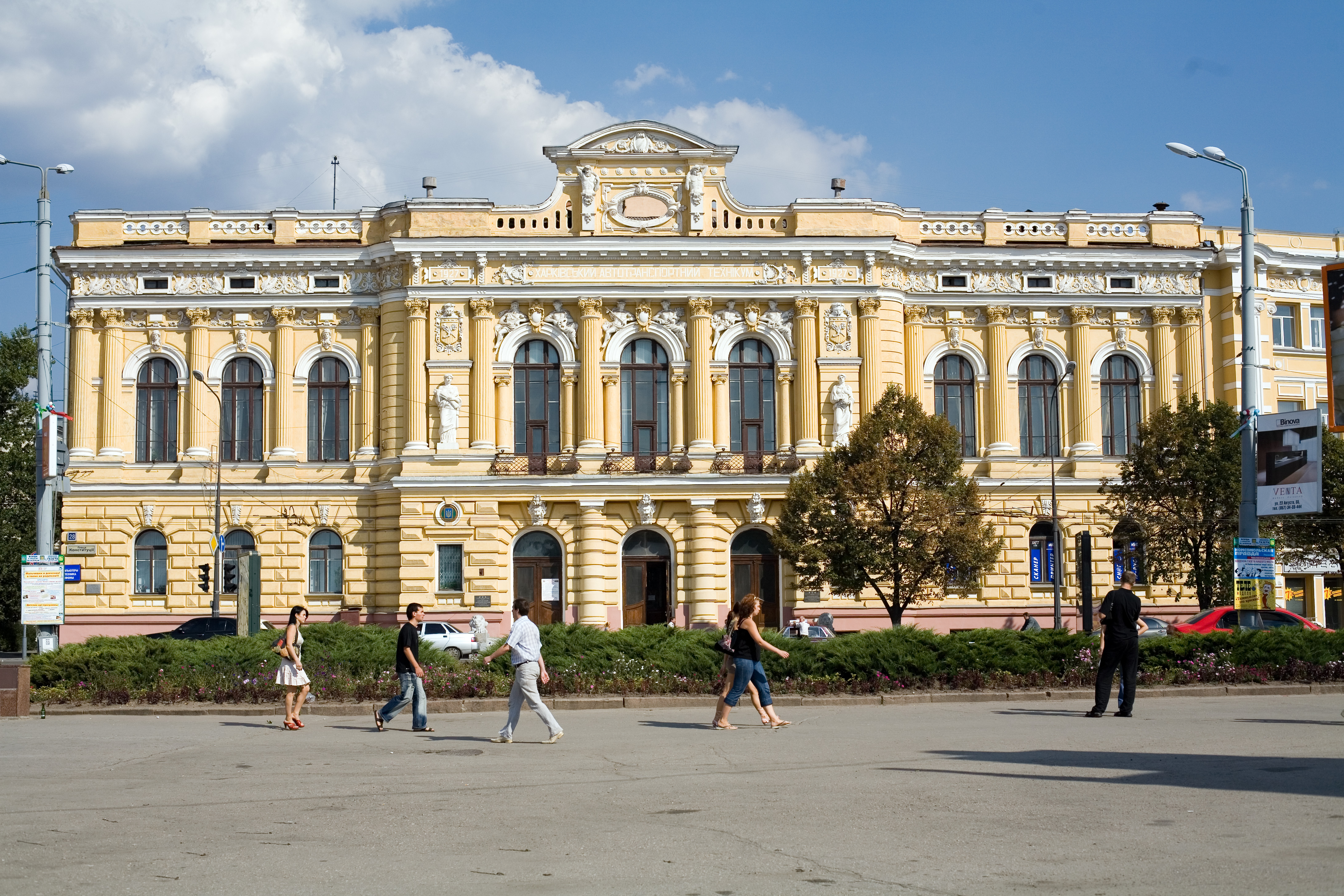
ancienne banque Zemelny classé[3] Place de la Constitution.
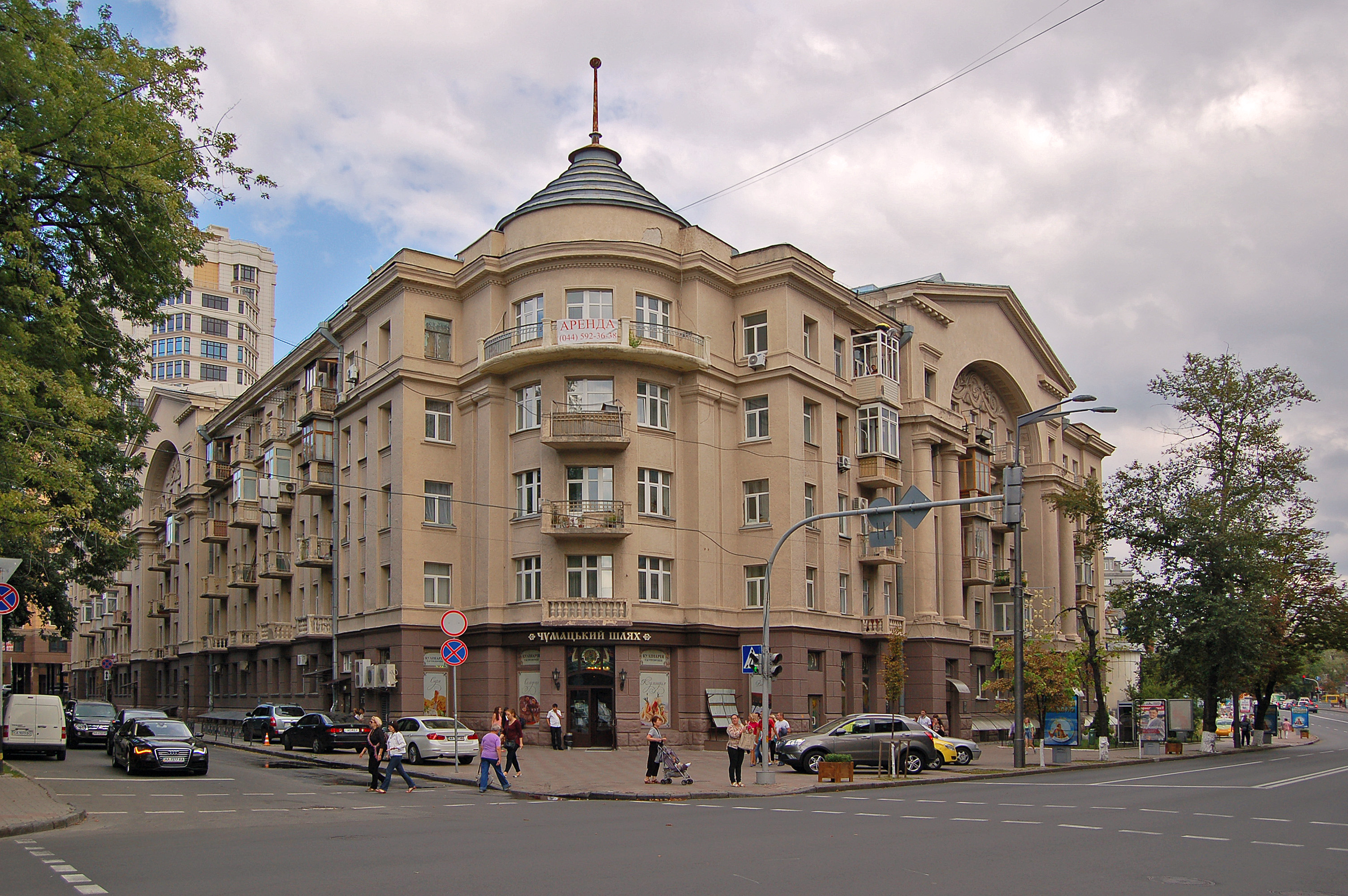
bâtiment 9 rue Hrushevsky, Kyiv.

## Hommages
La station de métro Académicien Beketov du métro de Kharkiv, sa statue devant l'entrée de l'école d'architecture de Kharkiv,.

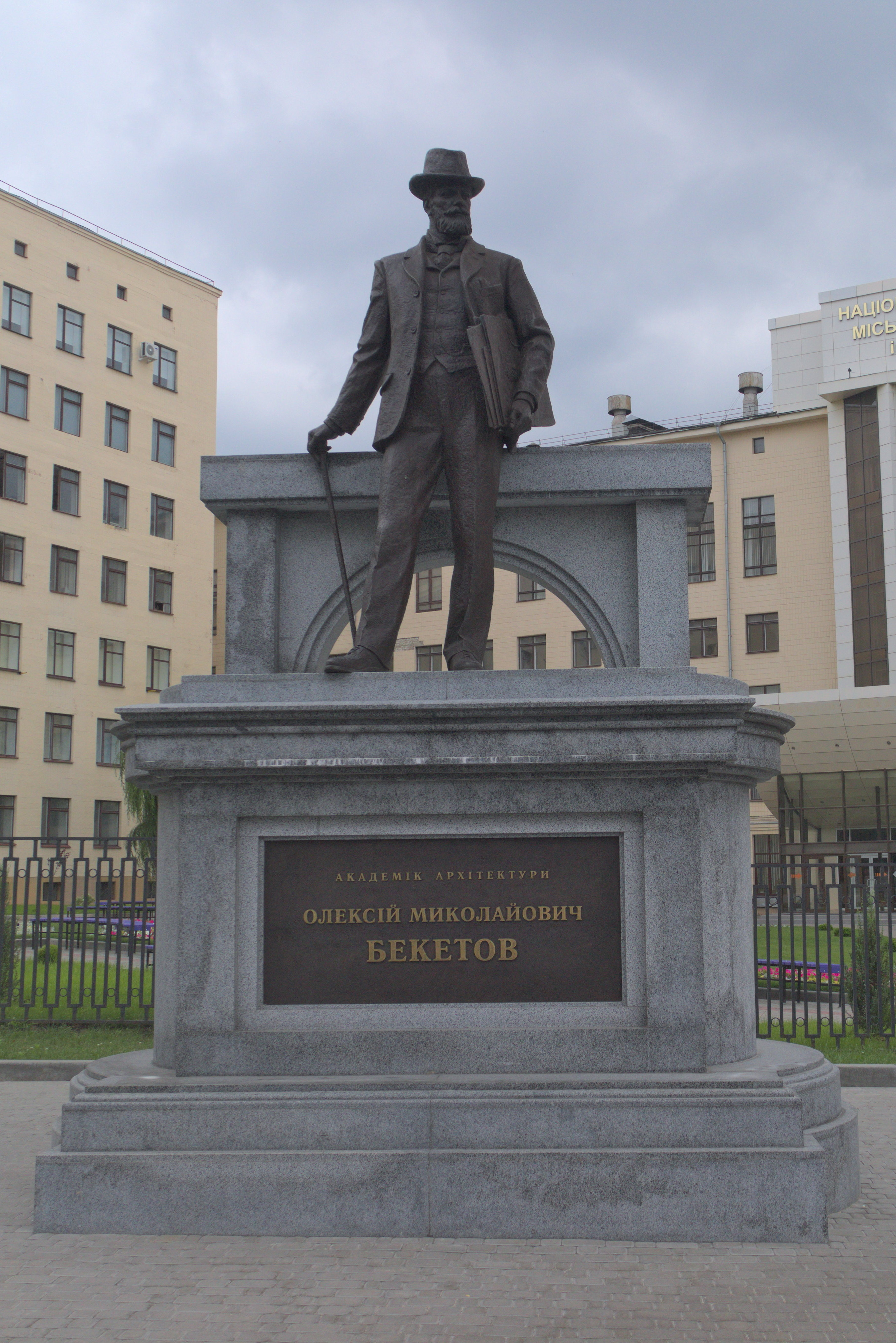
Sa statue devant l'université Beketov, Kharkiv ;
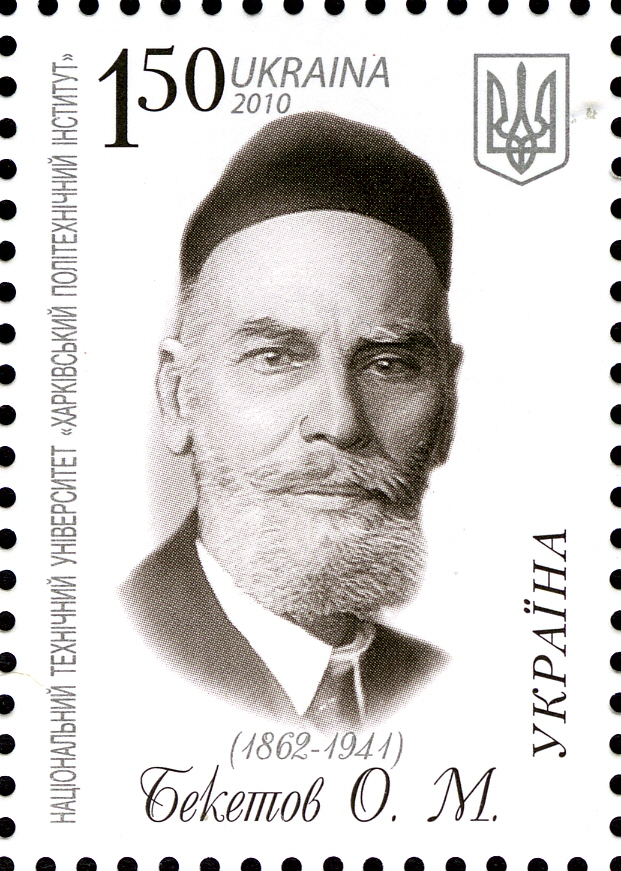
sur un timbre ukrainien en 2010.

## Liens extérieurs
- Notice dans un dictionnaire ou une encyclopédie généraliste :   - Encyclopédie de l'Ukraine moderne